# Balle pelote

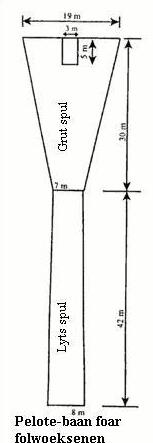
Pallodromo

La balle pelote è uno sport di squadra sferistico praticato prevalentemente in Belgio, nazione nella quale fu ideato. È un gioco di guadagno-campo.

## Regolamento
Il campo all'aperto, solitamente in parchi pubblici, sul quale si disputano le partite è definito ballodrome in francese, in italiano traducibile come pallodromo: questo campo è costituito da un trapezio lungo 72 m e su esso si schierano due squadre, frontalmente contrapposte, composte da cinque giocatori ciascuna. Le squadre palleggiano con una palla colpendola con una mano protetta da guanto: la palla ha peso 50 g e diametro 5,3 cm; il punteggio è simile a quello del tennis ossia 15-30-40-gioco e la prima squadra che totalizza 15 giochi con due cacce vince la partita.
La balle pelote è praticata in alcune nazioni d'Europa: gli atleti professionisti disputano annualmente campionati nazionali e internazionali.

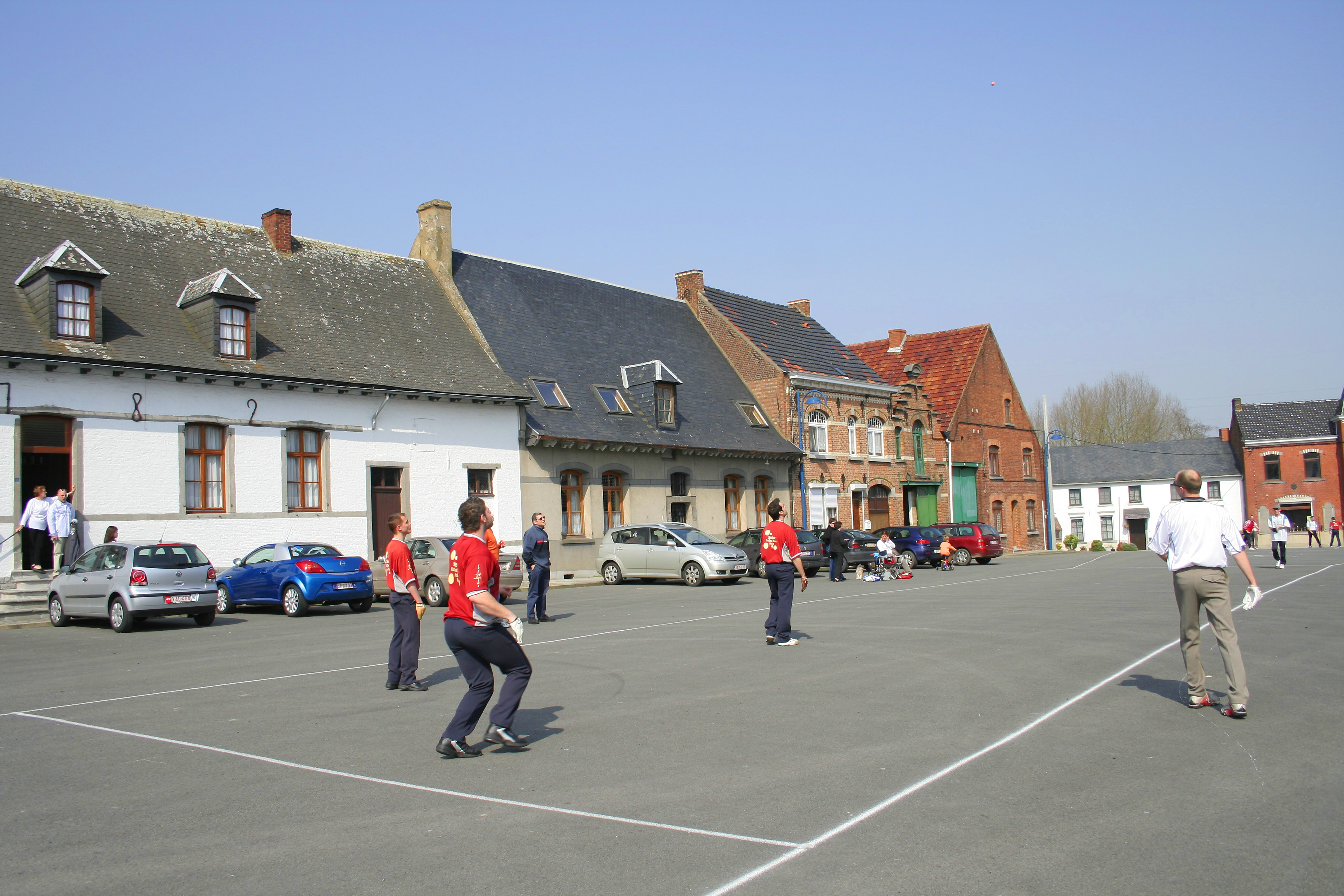
Pallodromo de Hoves (Belgio)